# لامپ ۱۰۰
لامپ ۱۰۰ فیلمی به کارگردانی و نویسندگی سعید آقاخانی محصول سال ۱۳۹۲ است. این فیلم در سی و دومین جشنواره فیلم فجر اکران شد. همچنین محسن چاوشی خواننده تیتراژ پایانی می‌باشد.

## خلاصه فیلم
این فیلم داستان زندگی فرزین شکوری (با بازی محسن تنابنده) را روایت می‌کند که دچار اعتیاد به مواد مخدر است و خانواده‌اش را در طول داستان درگیر ماجراهایی می‌کند…

## بازیگران
- محسن تنابنده در نقش فرزین شکوری
- ساره بیات در نقش ناهید حسن‌زاده
- مسعود کرامتی در نقش پدر ناهید (آقای حسن‌زاده)
- پوریا پورسرخ در نقش خودش
- نیما شاهرخ شاهی در نقش مرد طلافروش
- حمید لولایی در نقش مرد تاکسی
- پروین میکده در نقش مادر فرزین
- بهشاد شریفیان در نقش آقای جواهریان